# Parafia św. Stefana w Radomiu
Parafia św. Stefana w Radomiu – rzymskokatolicka parafia pw. św. Stefana w Radomiu.

## Historia parafii
Placówka duszpasterska znajdująca się w dzielnicy Idalin została zainicjowana 15 listopada 1981. W tym samym roku postawiono tymczasową kaplicę z przedłużenia dawnego budynku mieszkalnego. Do tworzenia parafii oddelegowany został ks. Stanisław Makarewicz (zm. 19 listopada 2009). Parafia została erygowana 1 stycznia 1988 przez bp. Edwarda Materskiego. Aktualnie funkcję proboszcza pełni ks. dr Andrzej Jędrzejewski.

## Kościół parafialny
Kościół – „pomnik sługi Bożego Stefana Kardynała Wyszyńskiego” – pw. św. Stefana, powstał według projektu architekta Henryka Włodarczyka i konstruktorów Romana Ptaszka i Jerzego Stawarza z Radomia. Zbudowany został w latach 1984–1987. Konsekracji świątyni dokonał 29 maja 2005 bp Zygmunt Zimowski, składając na ołtarzu głównym relikwie św. Piusa X, papieża.
Kościół jest murowany z cegły ceramicznej, trzynawowy, bazylikowy. Nad wschodnią nawą dominuje siedmiokondygnacyjna wieża z trzema dzwonami. Całość świątyni jest wzorowana na kościele Santa Maria in Trastevere w Rzymie – tytularnym kościele Stefana kard. Wyszyńskiego.

## Zasięg parafii
Do parafii należą wierni z Radomia mieszkający przy ulicach: Artezyjskiej, Białej (nr 117–155, 114–150), Bliskiej, Bluszczowej, Błękitnej, Borowej, Brzechwy, Bursztynowej, Bystrej, Diamentowej, Długosza, Gałczyńskiego, Gdańskiej, Gliwickiej, Gnieźnieńskiej, Gojawiczyńskiej, Idalińskiej, Indyczej, Iwaszkiewicza, Jagodowej, Janiszpolskiej, Jarzębinowej, Kalinowej, Kasprowicza, Kmicica, Korczaka, Kruczkowskiego, Ku Słońcu, Laskowej, Ludowej, Łomżyńskiej, Makuszyńskiego, Malenickiej, Matejki, Mazowieckiej, Nałkowskiej, Naruszewicza, Oleńki, Perłowej, Pięknej, Pogodnej, Połabskiej, Potrzebnej, Poziomkowej, Przejazd, Radomskiego, Reymonta, Równoległej, Rzeckiego, Rzeszowskiej, Sadowej, Skaryszewskiej, Skrzydlatej, Słowackiego (nr 197–257, 174–268), Starachowickiej, Syrokomli, Szmaragdowej, Śnieżnej, Świerkowej 47, Tęczowej, Tuwima, Wiertniczej, Willowej, Wiosennej, Wiśniowej, Wyścigowej (nr 75–85, 56–72), Zamkniętej i Źródłowej.

## Proboszczowie
- 1988–2009 – ks. prał. Stanisław Makarewicz
- od 2009 – ks. kan. dr Andrzej Jędrzejewski